# 牧马河 (滹沱河)
牧马河，也称七岭河，位于中华人民共和国山西省中北部的一条季节性河流，是滹沱河右岸支流，发源于阳曲县西北北小店乡白马山吾情沟（五庆沟），蜿蜒向东南流至六固村后转东北流，至忻州市忻府区三交镇转东南流，于豆罗镇白石村以北再转东北流，流经忻府区东南部之后斜贯定襄县中部地区，于定襄县河边镇陈家营村西北汇入滹沱河。河长118.3千米，流域面积1498平方千米，年均径流量4024万立方米。牧马河中上中游水土流失较重，下游为冲洪积平原地区，地下水资源丰富。